# Quimiotaxonomia
La quimiotaxonomia, de química i taxonomia, és la tasca de classificar els essers vius, principalment les plantes, prenent com a base les similituds i diferències de la seva composició bioquímica. Generalment els compostos considerats són proteïnes, aminoàcids i pèptids.
John Griffith Vaughan va ser un dels pioners de la quimiotaxonomia.